# Augusta (Georgia)
Augusta es una ciudad de 202 081 habitantes, situada en el condado de Richmond (Georgia, Estados Unidos). Es la tercera urbe más poblada de Georgia (justo después de Columbus). En ella se ubica el club de golf Augusta National Golf Club, sede de uno de los torneos profesionales de golf más importantes, The Masters, que atrae a más de 200 000 visitantes de todo el mundo
Situada en la orilla derecha del río Savannah, que la separa de North Augusta (Carolina del Sur), es una famosa estación de invierno dotada de buenas comunicaciones. También es un importante centro algodonero y naviero. La región circundante es rica en algodón, maíz, cacahuete, frutas y hortalizas. Tiene industrias cárnicas, de ladrillos, harinas, maderas, tejas, paños, fertilizantes, papel y maquinaria. En sus proximidades posee instalaciones la Comisión de Energía Atómica. Desde 1819 cuenta con un arsenal.
Fue fundada en 1735 como fuerte y puesto comercial fronterizo y recibió su nombre en honor a la princesa Augusta de Sajonia-Gotha (1719-1772), esposa de Federico, príncipe de Gales, y madre del monarca británico Jorge III. Sufrió diversos avatares en la guerra de Independencia y más tarde en la de Secesión, en la que fue un importante reducto confederado. En la primera mitad del siglo XX, gracias a su clima cálido, se convirtió en una importante ciudad turística del este de Estados Unidos.

## Clima
| Parámetros climáticos promedio de Augusta Regional Airport, Georgia (normales 1991–2020, extremos 1871–presente) | Parámetros climáticos promedio de Augusta Regional Airport, Georgia (normales 1991–2020, extremos 1871–presente) | Parámetros climáticos promedio de Augusta Regional Airport, Georgia (normales 1991–2020, extremos 1871–presente) | Parámetros climáticos promedio de Augusta Regional Airport, Georgia (normales 1991–2020, extremos 1871–presente) | Parámetros climáticos promedio de Augusta Regional Airport, Georgia (normales 1991–2020, extremos 1871–presente) | Parámetros climáticos promedio de Augusta Regional Airport, Georgia (normales 1991–2020, extremos 1871–presente) | Parámetros climáticos promedio de Augusta Regional Airport, Georgia (normales 1991–2020, extremos 1871–presente) | Parámetros climáticos promedio de Augusta Regional Airport, Georgia (normales 1991–2020, extremos 1871–presente) | Parámetros climáticos promedio de Augusta Regional Airport, Georgia (normales 1991–2020, extremos 1871–presente) | Parámetros climáticos promedio de Augusta Regional Airport, Georgia (normales 1991–2020, extremos 1871–presente) | Parámetros climáticos promedio de Augusta Regional Airport, Georgia (normales 1991–2020, extremos 1871–presente) | Parámetros climáticos promedio de Augusta Regional Airport, Georgia (normales 1991–2020, extremos 1871–presente) | Parámetros climáticos promedio de Augusta Regional Airport, Georgia (normales 1991–2020, extremos 1871–presente) | Parámetros climáticos promedio de Augusta Regional Airport, Georgia (normales 1991–2020, extremos 1871–presente) |
| Mes | Ene. | Feb. | Mar. | Abr. | May. | Jun. | Jul. | Ago. | Sep. | Oct. | Nov. | Dic. | Anual |
| --- | --- | --- | --- | --- | --- | --- | --- | --- | --- | --- | --- | --- | --- |
| Temp. máx. abs. (°C)                                                                                             | 28.9 | 31.1 | 33.9 | 35.6 | 38.3 | 41.1 | 41.7 | 42.2 | 41.1 | 38.3 | 32.2 | 28.9 | 42.2 |
| Temp. máx. media (°C)                                                                                            | 15.3 | 17.5 | 21.7 | 25.8 | 29.9 | 32.9 | 34.5 | 33.7 | 31 | 26.1 | 20.6 | 16.4 | 25.4 |
| Temp. media (°C)                                                                                                 | 8.6 | 10.4 | 14.2 | 18.1 | 22.6 | 26.5 | 28.2 | 27.7 | 24.7 | 18.9 | 13.1 | 9.7 | 18.6 |
| Temp. mín. media (°C)                                                                                            | 1.8 | 3.4 | 6.7 | 10.3 | 15.3 | 20.1 | 22 | 21.7 | 18.3 | 11.7 | 5.7 | 2.9 | 11.7 |
| Temp. mín. abs. (°C)                                                                                             | -18.3 | -16.1 | -11.1 | -3.3 | 1.7 | 7.8 | 12.2 | 11.1 | 2.2 | -5.6 | -11.7 | -15 | -18.3 |
| Precipitación total (mm)                                                                                         | 97.5 | 93.2 | 103.6 | 74.2 | 77.5 | 120.7 | 113.8 | 117.1 | 91.4 | 65 | 67.6 | 98.3 | 1119.9 |
| Nevadas (cm) | 1 | 0.8 | 0 | 0 | 0 | 0 | 0 | 0 | 0 | 0 | 0 | 0.3 | 2 |
| Días de precipitaciones (≥ 0.2 mm)                                                                               | 9.9 | 9.1 | 8.6 | 7.6 | 7.9 | 11.1 | 11.3 | 11.1 | 7.9 | 6.4 | 7.0 | 9.4 | 107.3 |
| Días de nevadas (≥ 0.2 cm)                                                                                       | 0.3 | 0.1 | 0.0 | 0.0 | 0.0 | 0.0 | 0.0 | 0.0 | 0.0 | 0.0 | 0.0 | 0.1 | 0.5 |
| Humedad relativa (%)                                                                                             | 69.8 | 65.8 | 65.0 | 64.5 | 69.6 | 71.3 | 73.9 | 76.5 | 76.2 | 73.3 | 71.9 | 71.6 | 70.8 |
| Fuente: NOAA (humedad 1961–1990)                                                                                 | | | | | | | | | | | | | |

## Nativos
- Jasper Johns (n. 1930), pintor.
- Hulk Hogan (1953-2025), luchador.
- David Stone Potter (n. 1957), catedrático de estudios clásicos.
- Laurence Fishburne (n. 1961), actor.
- Danielle Panabaker (n. 1987), actriz.
- Jules LeBlanc (n. 2004), actriz.

## Ciudades hermanadas
- Biarritz, Aquitania, Francia.
- Takarazuka, Hyōgo, Japón.